# Perfecto Carrascosa Santos
Perfecto Carrascosa Santos (ur. 18 kwietnia 1906 w Villacañas, zm. 17 października 1936 w Tembleque) – hiszpański franciszkanin, prezbiter, męczennik chrześcijański i błogosławiony Kościoła rzymskokatolickiego.

## Biografia
Urodzony w Villacañas (Toledo) 18 kwietnia 1906 roku, ochrzczony 21 kwietnia 1906 roku, bierzmowany 16 czerwca 1916 roku. Rodzice Benito i Ángela mieli pięcioro dzieci. Rodzina była religijna, Perfecto był ministrantem i pomagał w nauce katechizmu młodszych dzieci. Jesienią 1916 roku wstąpił do niższego seminarium duchownego prowadzonego przez franciszkanów w Belmonte (Cuenca). Po trzech latach kontynuował naukę w zakresie szkoły średniej w kolegium w Alcázar de San Juan (Ciudad Real). Nowicjat rozpoczął 3 sierpnia 1921 roku w Arenas de San Pedro (Ávila). Pierwszą profesję zakonną złożył 4 sierpnia 1922 roku. Decyzją przełożonych skierowany został na studia przygotowujące do przyjęcia święceń kapłańskich.
Studia filozoficzne rozpoczął w seminarium w Pastranie (Guadalajara). Musiał je przerwać na czternaście miesięcy ze względu na gruźlicę kości, która zaatakowała kończyny dolne. Okres ten spędził w domu rodzinnym. Po powrocie do klasztoru kontynuował studia w Consuegra (Toledo), gdzie złożył profesję wieczystą 3 maja 1927 roku. Sakrament święceń przyjął w Madrycie 2 czerwca 1929 roku.
W latach 1929–1935 należał do wspólnoty w Pastranie, gdzie nauczał w niższym seminarium przedmiotów, takich jak: socjologia, matematyka, chemia czy nauki przyrodnicze. Pełnił też obowiązki spowiednika i ojca duchownego. Był opiekunem tercjarzy franciszkańskich. W październiku 1935 roku mianowano go sekretarzem prowincji. Przeniósł się do Madrytu. Po wybuchu hiszpańskiej wojny domowej został zmuszony do schronienia się w rodzinnym Villacañas, gdzie wielokrotnie zapewniał o gotowości do oddania życia za wiarę, jeśli zajdzie taka potrzeba. Chociaż miejscowi komuniści uważali go osobę niewinną, został aresztowany 14 września 1936 roku. Osadzono go wraz z cywilami w lokalizacji zwanej „Pustelnią Chrystusa” (hiszp. ermita del Cristo). O. Perfecto przebywał w uwięzieniu 33 dni, będąc torturowanym. Chciano zmusić go do wypowiedzenia bluźnierstw. Oznaki tortur widzieli odwiedzający go członkowie rodziny. Na miejsce egzekucji zabrano go wczesnym rankiem 17 października 1936 roku. Rozgrzeszył pięciu cywili, którzy razem z opuścili miejsce uwięzienia. Zostali rozstrzelani na cmentarzu w Tembleque (Toledo), tam też zostali pochowani. Ekshumacji dokonano w kwietniu 1939 roku. O. Perfecto został pochowany na cmentarzu miejskim w Villacañas. Kolejna ekshumacja miała miejsce 1 listopada 1942 roku, po której ciało złożono w transepcie kościoła parafialnego. Ostatnia ekshumacja miała miejsce 10 października 1989. Prochy spoczęły we franciszkańskim kościele San Juan de los Reyes w Toledo.

## Beatyfikacja
Ojciec Perfecto Carrascosa Santos OFM został ogłoszony błogosławionym wraz z innymi 497 męczennikami hiszpańskimi przez papieża Benedykta XVI na Placu Świętego Piotra 28 października 2007 roku. Mszy przewodniczył prefekt Kongregacji Spraw Kanonizacyjnych kardynał José Saraiva Martins.
Wspomnienie liturgiczne obchodzone jest jako obowiązkowe przez zakony franciszkańskie na terenie Hiszpanii, przypada 6 listopada.